# أون (أغنية)
أون (بالإنجليزية ON) هي أغنية سجلتها فرقة الفتيان الكورية الجنوبية بي تي أس. تم إصداره في 21 فبراير 2020، كأغنية ثانية من الألبوم الرابع للفرقة باللغة الكورية Map of the Soul: كما تم إصدار نسخة تظهر المغنية الأسترالية سيا وظهرت على النسخة الرقمية والمتدفقة من الألبوم.
في 7 يناير 2020، أعلنت فرقة بي تي أس عن ألبومها الرابع في الاستوديو باللغة الكورية Map of the Soul: 7. في اليوم التالي، شاركت المجموعة خريطة «عودة» تكشف عن جدول زمني مقسم إلى أربع مراحل، مع مرحلتين فرديتين. تم إصدار أولها، «البجعة السوداء» في 17 يناير 2020. بعد شهر بالضبط، أصدرت المجموعة قائمة أغاني الألبوم، وكشفت عن أغنية ون كأغنية رئيسية في الألبوم وريمكس للأغنية التي تضم المغني الأسترالي سيا. وفقًا لوكالة بيغ هيت إنترمنت، قامت المجموعة بتنظيم هذا التعاون، وقدمت «تشغيل» وريمكس مع سيا متاحة لل تنزيل الموسيقى وتدفقفي مواقع مختلفة في 21 فبراير 2020، من خلال وكالة بيغ هيت إنترمنت. تم نشر قائمة الأغاني لألبوم بي تي أس الياباني الرابع Map of the Soul: 7 The Journey، في 8 مايو، وتضمنت نسخة يابانية من ون. تم توفير الأغنية رقميًا في وقت واحد مع الألبوم في 14 يوليو 2020، من خلال Def Jam وVirgin وبيغ هيت إنترمنت.

## تكوين
كتبت أغنية ون بواسطة آر إم وAugust Rigo وMelanie Fontana وMichel Schulz وشوقا وجيهوب وAntonina Armato وKrysta Youngs وJulia Ross ومنتجها Pdogg. وتتألف الأغنية في المفتاح من قاصر في وتيرة 106 نبضة في الدقيقة ويعمل ل04:06.

## إستقبال
في مراجعتها لمجلة Clash، وصفت Deb Aderinkomi أغنية ون «بأغنية BTS المثالية».

## ترقية وظيفية
في 19 فبراير، أُعلن أن الفرقة ستصدر مقطع فيديو تشويقيًا مدته 30 ثانية للأغنية الرئيسية على TikTok، قبل 12 ساعة من الإصدار الرسمي للأغنية في 21 فبراير. في اليوم التالي لإصدار الأغنية، تم إصدار فيلم Commentary الذي يعرض عمل مديري فرقة Bruin Marching Band وأعضاء الفريق في UCLA Herb Alpert School of Music في إنتاج بعض الأغاني في الألبوم، وجوهر رسالة BTS.
قدمت الفرقة الأغنية في البهو الرئيسي لمحطة غراند سنترال في The Tonight Show بطولة جيمي فالون في 24 فبراير 2020، لما أطلق عليه «واحدة من أكثر حلقات العرض عالية الإنتاج». ظهروا أيضًا في مقطع Carpool Karaoke في برنامج The Late Late Show مع James Corden.

## الأداء التجاري
في كوريا الجنوبية، ظهرت ون في المركز الحادي عشر في العدد الثامن من مخطط Gaon الرقمي، للفترة من 16 إلى 22 فبراير، مع أقل من يومين من التتبع. في الأسبوع التالي، وصلت الأغنية إلى المركز الأول، لتصبح المسار السادس لفرقة بي تي أس للقيام بذلك. أمضت ستة أسابيع في المراكز العشرة الأولى على الرسم البياني وكانت الأغنية رقم 22 الأفضل أداءً لشهر فبراير، وبلغت ذروتها في المرتبة الرابعة على مخطط غاون الشهري في مارس 2020. على Billboard K-pop Hot 100، ظهرت الأغنية المنفردة في المرتبة 41 في إصدار الرسم البياني بتاريخ 29 فبراير 2020. وبلغت ذروتها أعلى الرسم البياني في الأسبوع التالي وحافظت على مركز الصدارة لمدة ثلاثة أسابيع متتالية. في ماليزيا، ظهرت الأغنية لأول مرة على قمة مخططات RIM، بينما بلغ ريميكس Sia ذروته في المرتبة الخامسة على الرسم البياني.
في الولايات المتحدة، ظهر ون في المركز الرابع على Billboard Hot 100، ليصبح الأغنية الأكثر شهرة لمجموعة كورية في البلاد، مع بيع أكثر من 86000 تنزيل رقمي في أسبوع إصداره. إحتلت المرتبة 68 في أسبوعها الثاني وتركت الرسم البياني بعد ذلك.

## أشرطة الفيديو والموسيقى

### فيلم البيان الحركي: كما كان من قبل
تم تصوير فيلم «Kinetic Manifesto Film: Come Prima» في سد سيبولفيدا.
صدر أول فيديو موسيقي بعنوان «Kinetic Manifesto Film: Come Prima» ، في 21 فبراير 2020، بالتزامن مع إصدار الأغنية والألبوم. يُظهر BTS، أبطال الموسم الثاني من World of Dance The Lab ، و Blue Devils Drum و Bugle Corps وهم يؤدون الرقص بالقرب من سد Sepulveda ، مضيفين استراحة رقص تُستخدم الآن باستمرار للترويج.
كان الفيديو السابع الأكثر مشاهدة على الإنترنت في الساعات الأربع والعشرين الأولى، وخامس أكثر مقاطع الفيديو مشاهدة على YouTube في ذلك الوقت؛ حصلت على 46.5 مليون مشاهدة في هذا الإطار الزمني.

## أغنية مصورة
تم إصدار الفيديو الموسيقي الرسمي الثاني في 28 فبراير 2020 الساعة 0:00 KST. في غضون دقائق من صدوره، أصبح الفيديو أكبر عرض أولي على يوتيوب على الإطلاق مع 1.54 مليون مشاهد متزامن. وصل الفيديو إلى 10 ملايين مشاهدة في ساعة واحدة، متجاوزًا الرقم القياسي الذي يحمله «Boy With Luv» باعتباره أسرع فيديو كوري لتحقيق ذلك. يحتوي الفيديو على إشارات إلى العديد من الأفلام والبرامج التلفزيونية، بما في ذلك The Maze Runner و Bird Box و The Handmaid's Tale و The Lion King و Game of Thrones و Narnia و Dolittle. يتضمن الفيديو أيضا إشارة إلى قصص الكتاب المقدس من سفينة نوح وآدم وحواء. حصد الفيديو الموسيقي 43.8 مليون مشاهدة في أول يوم له، متجاوزًا فيديو تايلور سويفت «Look What You Made Me Do» الذي كان سابع أكثر مقاطع الفيديو مشاهدة على YouTube في أول 24 ساعة. بعد أن اتهم عدد من المعجبين على وسائل التواصل الاجتماعي موقع YouTube بإزالة ملايين المشاهدات من الفيديو، وتقديم «متتبع في الوقت الفعلي» كدليل، ردت المنصة عبر Twitter أن التباين في عدد المشاهدات كان نتيجة مباشرة عملية التحقق الخاصة بهم والتي تحدد ما إذا كانت المشاهدات حقيقية أو تم إنشاؤها بواسطة برنامج آلي ثم يتم تصفيتها وفقًا لذلك. أصبح الفيديو الموسيقي 17 لفرقة BTS حيث تجاوز 200 مليون مشاهدة، وذلك في 16 أكتوبر 2020.
في الفيديو، يظهر RM وهو يقف أمام زورق مدمر تحيط به حيوانات مختلفة؛ ينقذ جين حمامة مصابة - والتي أحياها لاحقًا - من ساحة معركة مزقتها الحرب؛ شوقا تقف في وسط عبادة. جايهوب داخل غابة مليئة بالأشجار المكسورة حيث يرقد جسد جونغكوك المحتضر خلفه؛ جيمين بالقرب من صبي لديه طبلة؛ ي يزيل العصابة عن عيني فتاة صغيرة؛ و Jungkook شوهد وهو يركض من السجن وهو يرتدي الأصفاد الشائكة. أمام V، تفتح بوابة حجرية لتكشف عن صخرة تشبه صخرة الفخر في فيلم The Lion King. يصل الجميع باستثناء Jungkook إلى البوابات، بينما يزيل Jungkook أصفاد يديه وينفخ في قوقعة قبل أن ينتقل الفيديو إلى قاعدة محصنة حيث تؤدي BTS استراحة الرقص بينما تسقط الشهب من حولهم. بدأت الأشجار حول الصخرة تتشكل في مكانها، ووجد جونغكوك المجموعة أثناء صعودها إلى الصخرة. ينتهي الفيديو بالنص «No More Dream» (أغنيتهم الأولى) التي تتلاشى في «Dream» فقط.
تم إصدار صناعة الفيديو الثاني في 2 مارس 2020.

## الاعتمادات والموظفين
تكييفها قروض من الملاحظات بطانة من خريطة الروح: 7.